# Ōtāne (Nouvelle-Zélande)
Ōtāne est une ville du district de Central Hawke's Bay dans la région de Hawke's Bay, de l’Île du Nord de la Nouvelle-Zélande.

## Situation
Elle est située sur la côte est de l’Île du Nord.
Elle est localisée juste en dehors du trajet de la route State Highway 2 (en).

## Équipements
Le petit village, a une école, un magasin général, un café et un pub.

## Population
La communauté avait une population de 537 habitants en 2013 et 516 résidents en 2018.

## Histoire
La ville fut fondée en 1874, durant la subdivision de l’établissement constituée par la ferme nommée « établissement de Homewood farming estate » de Henry Tiffen de quelque 5 140 hectares. 
La première vente des sections de la ville de Kaikora township eurent lieu le 26 mars 1874.
Elle devint le centre du conseil du conté de Pātangata (en) de 1885 à 1977. 
Le conté prit son nom d’un pā Māori, situé à proximité.

## Toponymie
Le 1er avril 1910, le Département de la poste (en) changea le nom, passant de Kaikora North à Otane, pour éviter la confusion avec la localité de Kaikoura.
Le nom de la gare fut changé un mois plus tard.
En 1869, des annonces mentionnaient « Otane bush, Kaikora ».
En juillet 2020, le nom de la localité fut officiellement publié au journal officiel comme étant Ōtāne par le New Zealand Geographic Board ayant souvent précédemment été écrit Otane.
Le Ministère de la Culture et du Patrimoine de la Nouvelle-Zélande donne la traduction "place de l’homme" pour Ōtāne.

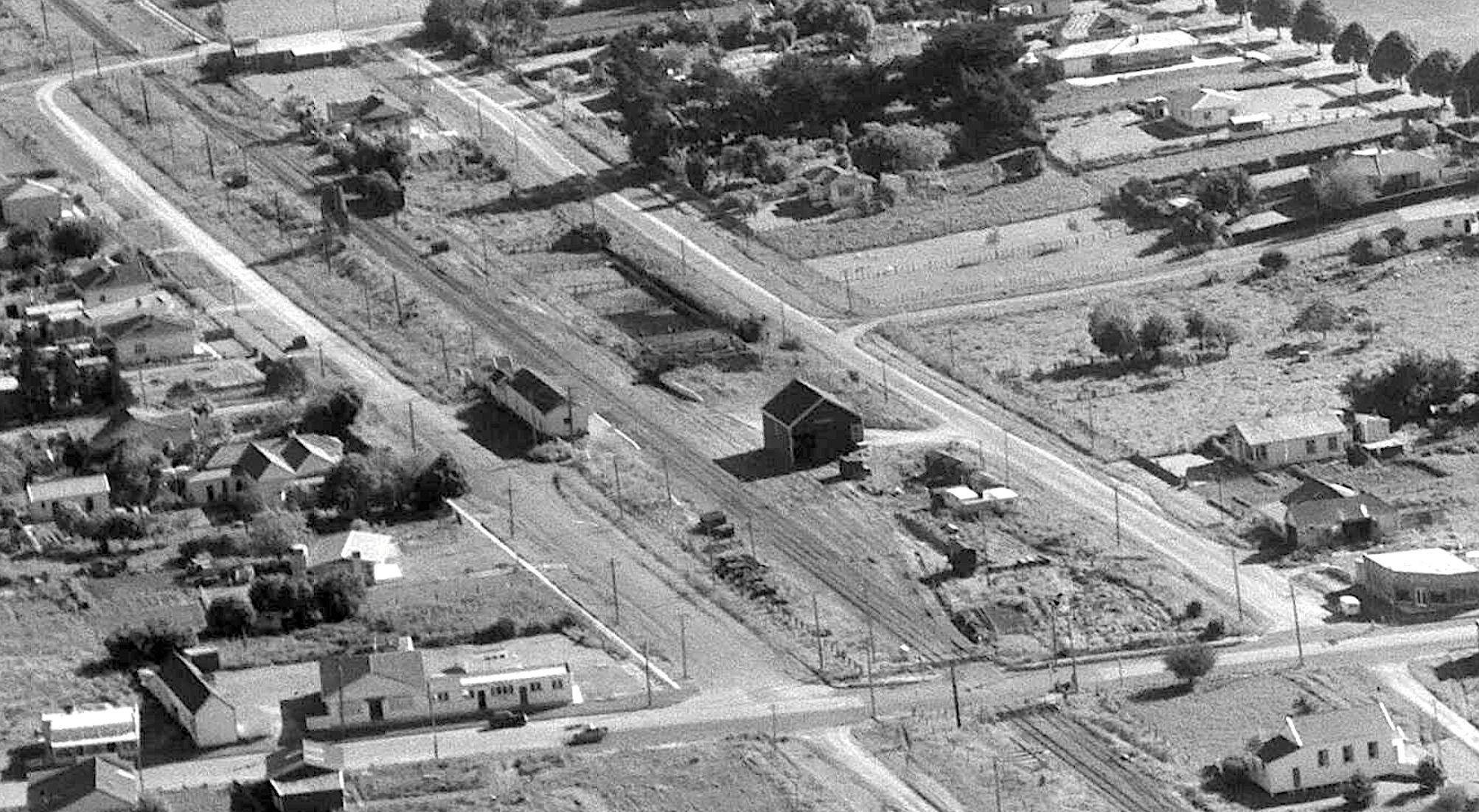
La gare d’Ōtāne en 1958.

## Bibliothèque
Un appel d’offres pour une nouvelle bibliothèque publique fut lancé en 1883 et elle fut ouverte en 1884.
Elle fut remplacée en 1929 par un bâtiment, qui contient aussi le conseil et des cabinets médicaux. Elle est maintenant occupée par le café McCaulay et un magasin. Un mémorial de la guerre est situé juste à côté de l’ancienne bibliothèque.

## La station du chemin de fer
Initialement le centre-ville était desservi par une diligence circulant entre la cité de Napier et la localité de Waipukurau.
La gare d’Ōtāne (à cette époque nommée Kaikora) ouvrit le 28 août 1876, quand la ligne de chemin de fer fut étendue de la gare de Te Aute (en) en direction de la localité de Waipawa comme étant une partie de la ligne Palmerston North à Gisborne (en).
Constituant une partie du contrat, allant de Paki Paki à Waipukurau, l’appel d’offres fut conclut le 15 juillet 1874 pour la somme de  19 532 £ avec Charles McKirdy de Wellington, qui avait construit le plan incliné de Rimutaka (en) et plusieurs autres lignes, face à un contracteur local mais qui proposa 29 173 £.
Il y eut des allégations de dysfonctionnement de l’appel d’offres et un procès à propos du contrat.
Toutefois en 1876, le Ministre des travaux publiques, Edward Richardson (en), accorda un délai  seulement pour le motif de difficultés lourdes liées au terrain et de la survenue d’inondations. 
En septembre 1875, Tracey et Allen, de Napier, offrirent 7 989 £ pour la portion de la voie allant de Paki Paki à Waipawa.
Finalement, la ligne d’Ōtāne commença à fonctionner avec deux trains par jour dans chaque direction, et augmenta ensuite à trois 3 trains par jour en 1883 et à quatre trains quotidiens  en 1896.
En mars 1876, Justin McSweeney avait construit une plate-forme et une station, McLeod & Co une maison pour le chef de gare de 5e classe et Joseph Sowry un hangar à marchandise et une citerne d’eau. En 1884, la station fut élargie et une rampe de chargement fut construite et avec un enclos ajouté pour le bétail et les moutons. Mais cette station brûla complètement le 1er février 1894.
Elle fut reconstruite et en 1896, Kaikora avait une station  standard de 5 e classe (en), en 1926 : une plate-forme (de 154 ft de long), une approche pour les voitures, un hangar à marchandise de 40 × 30 ft et un quai de chargement, l’enclos pour le bétail, la maison du chef de gare, un urinal et une voie de croisement pour 26 wagons.
En 1940, la voie de croisement fut étendue pour 80 wagons. Il y avait un bureau de poste au niveau de la station de 1883 à 1912. 
En 1912, un système automatique de croisement de type système à tablettes Tyer (en) fut ajouté. 
Les logements du chemin de fer (en) furent construits en 1927, 1945 et 1953. 
En 1966, une nouvelle station de 500 ft2 fut construite avec des blocs de béton  et un toit en aluminium sur le même site.
Le 9 octobre 1967, Ōtāne ferma en tant que station pour les passagers et le 8 juin 1985 ferma pour tous les trafics.
Seule une courte plate-forme reste en place.

## Éducation
- L’école de Ōtāne est une école primaire, publique, mixte, allant des années 1 à 8[23].

Elle a un taux de décile de 3 avec un effectif de 80 élèves en mars 2021.
- L’école d’ « Argyll East » est une école primaire, publique, mixte, allant de l’année 1 à 8[25].

Elle a un taux de décile de 4 avec un effectif de 71 élèves en mars 2021.